# Putnam, Connecticut
Putnam är en kommun (town) i Windham County i Connecticut i USA med cirka 9 002 invånare (2000). Den har enligt United States Census Bureau en area på 52,8 km², allt är land.